# Amphizoidae
Los anfizóidos (Amphizoidae) son una familia de coleópteros adéfagos con un género, Amphizoa. Este género comprende seis especies, tres de Norteamérica, y tres de China. Su nombre común (en inglés) es "trout-stream beetle" que significa literalmente "escarabajo de arroyo de truchas", que vienen de los descubriminetos de Amphizoa insolens y Amphizoa lecontei en los ríos de alta montaña, sin embargo otras especies se encuentran a bajas altitudes. 
Son conocidos por la posibilidad de ser el eslabón entre los escarabajos terrestres y los acuáticos; mientras viven en el agua, no son buenos nadadores y físicamente tienen más la contextura de escarabajos terrestres que de otros tipos de escarabajos acuáticos.
Miden entre 11 a 16 mm, son generalmente de color negro oscuro, con la cabeza cuadrangular y un pronoto mucho más pequeño que los élitros.
Las larvas también viven bajo el agua, pero respiran a través de los ocho segmentos abdominales y deben por lo tanto mantenerse en la superficie, se anclan a las rocas a se dejan a la deriva. Tanto los adultos como las larvas son predadores, sin embargo pueden ser también carroñeros.
Cuando son molestados, los adultos exudan un fluido amarillento por el ano, con un hedor descrito similar a madera en descomposición, probablemente un mecanismo de defensa contra ranas o sapos hambrientos.